# Fallin' for You (bài hát của Colbie Caillat)
"Fallin' for You" là bài hát của nữ ca sĩ kiêm sáng tác người Mỹ Colbie Caillat. Bài hát được sáng tác bởi Caillat cùng Rick Nowels và được sản xuất bởi Nowels, John Shanks và chính cha ruột của Caillat - Ken Caillat cho album phòng thu thứ hai của cô mang tên Breakthrough (2009). Bài hát này được phát hành vào ngày 26 tháng 6 năm 2009 bởi hãng đĩa Universal Republic dưới dạng đĩa đơn đầu tiên trích từ album trên. Về nhạc lý, bài hát này thuộc thể loại pop ballad và phần lời nhạc từng được Caillat mô tả là lời thổ lộ của một người đang phải lòng một anh chàng khi họ đang là bạn thân cùng nhau.
Bài hát này góp mặt trong phần nhạc phim được phát hành quốc tế của một vở kịch dài kì do Brazil sản xuất mang tên Viver a Vida (tạm dịch: Cướp mất một ngày). "Fallin' for You" là đĩa đơn thứ tư của Caillat được xuất hiện trong một vở kịch dài kì tại Brazil, các bài hát trước đó là "Bubbly", "Midnight Bottle" & "Lucky".

## Video âm nhạc
Video âm nhạc cho bài hát này được phát hành vào tháng 7, do The Malloys đạo diễn.
Trong video, cô đi đến bờ biển cùng với một người đàn ông, do Bobby Moynihan đảm nhận. Người đàn ông đó tuy không thuộc kiểu người của cô (khi trước đó cô nói điều này trong một cuộc điện thoại ở đầu video), nhưng cô bắt đầu yêu mến anh nhiều hơn sau mỗi giai đoạn của buổi dã ngoại. Cuối video, khi cô hát đoạn lời "Oh, I'm fallin' for you." (tạm dịch: "Ôi, em đã phải lòng anh mất rồi"), thì người đàn ông kia hỏi cô rằng "Seriously? You mean it?" (tạm dịch: "Thật sao? Em thật lòng chứ?") và Caillat đã gật đầu đồng ý.

## Phiên bản trình diễn lại
Kina Grannis, một ca sĩ kiêm sáng tác nổi tiếng trên YouTube thể hiện lại ca khúc này vào tháng 8 năm 2009.

## Xếp hạng
Bài hát mở đầu tại vị trí thứ 12 và là bài hát có tuần mở đầu tốt nhất của Caillat tại Billboard Hot 100. Bài hát giữ danh hiệu "Hot shot debut of the week" trong tuần lễ đó và là ca khúc thành công nhất của cô tại các bảng xếp hạng Hoa Kỳ kể từ đĩa đơn đầu tay "Bubbly" của cô. Bài hát này sau đó quay lại Top 20 tại vị trí thứ 15 trong hai tuần lễ, khi album của cô lúc đó đang đạt vị trí đầu bảng tại Billboard 200.
Với 118,000 bản được tải về trong tuần lễ đầu tiên, đây cũng là đĩa đơn đầu tiên của cô nằm trong top 10 bảng xếp hạng Hot Digital Songs kể từ đĩa đơn "Bubbly" của cô từng đạt vị trí thứ 4 vào năm 2007. Trên bảng xếp hạng Billboard's Hot Adult Contemporary Tracks, bài hát có đến tận 14 tuần tại vị trí Á quân, trước khi nó đều đạt ngôi đầu bảng trên cả hai bảng xếp hạng kể trên trong tuần lễ ngày 6 tháng 2 năm 2010. Tại Canadian Hot 100, bài hát giữ danh hiệu "Hot shot of the week" khi mở đầu tại vị trí thứ 55.

## Danh sách bài hát
Phiên bản chính thức
- "Fallin' For You" (Phiên bản của album)
- "Fallin' For You" (Bản chỉnh sửa của đài phát thanh Jason Nevins)
- "Fallin' For You" (Bản phối mở rộng của Jason Nevins)

## Các bảng xếp hạng
| Bảng xếp hạng (2009–10)          | Thứ hạng cao nhất |
| -------------------------------- | ----------------- |
| Austrian Singles Chart           | 13                |
| Belgian Singles Chart (Flanders) | 12                |
| Belgian Singles Chart (Wallonia) | 24                |
| Canada (Canadian Hot 100)        | 28                |
| German Singles Chart             | 16                |
| Japan (Japan Hot 100)            | 9                 |
| Netherlands (Dutch Top 40)       | 68                |
| New Zealand Singles Chart        | 31                |
| Swiss Singles Chart              | 21                |
| UK Singles Chart                 | 76                |
| US Billboard Hot 100             | 12                |
| US Billboard Pop Songs           | 17                |
| US Billboard Adult Pop Songs     | 2                 |
| US Billboard Adult Contemporary  | 1                 |

### Xếp hạng năm
| Bảng xếp hạng (2009) | Thứ hạng |
| -------------------- | -------- |
| US Billboard Hot 100 | 68       |

### Doanh số và chứng nhận
| Quốc gia | Nguồn cung cấp | Chứng nhận | Doanh số  |
| -------- | -------------- | ---------- | --------- |
| Hoa Kỳ   | RIAA           | Bạch kim   | 1,400,000 |